# Jimenez Novia
Der Jimenez Novia ist ein Supersportwagen, der von dem französischen Motorrad-Rennfahrer Ramon Jimenez in der Nähe von Avignon entwickelt und gebaut wurde. Dabei waren Jimenez und ein kleines Team von Ingenieuren auf sich allein gestellt. Kein großer Konzern war an der Entwicklung oder dem Bau beteiligt. 1994 war das erste Exemplar des Novia nach rund 10 Jahren Entwicklungs- und Bauzeit fertiggestellt. Ursprünglich war eine Kleinserienproduktion durch die S.A. Jimenez Motor in Monteux geplant (Stückpreis ca. 300.000 Euro), doch bis heute ist kein weiterer Novia gebaut worden. Des Weiteren wurde auch über Le-Mans-Einsätze und eine Offroad-Variante nachgedacht.
Herzstück des Novia ist der längs hinter den beiden Sitzen eingebaute W16-Fünfventilmotor mit 4118 cm³ Hubraum. Der Motor ist eine Eigenentwicklung auf Basis von vier Yamaha-Motorradmotoren und soll 560 PS (412 kW) bei 10.000/min leisten und ein Drehmoment von 432 Nm bei 7500/min entwickeln. Die Motorkraft wird über ein 6-Gang-Schaltgetriebe an die Hinterachse weitergeleitet. Der Wagen beschleunigt in 3,0 s von 0 auf 100 km/h und erreicht eine Höchstgeschwindigkeit von 380 km/h.
Auch die aerodynamische Karosserie ist beachtlich. Sie besteht vollständig aus Carbon und sitzt auf einem Aluminium-Waben-Chassis. Diese Bauweise drückt das Gesamtgewicht somit auf gerade mal 890 kg, was zu einem Leistungsgewicht von nur 1,6 kg/PS führt. Trotzdem ist der Novia kein harter, unbequemer Rennwagen. Er ist mit Leder und feinen Teppichen ausgekleidet und sogar klimatisiert.
Um aus dem Stand 1000 Meter zurückzulegen, braucht der Novia nur 19 Sekunden.